# 米哈伊·愛明內斯庫
米哈伊·愛明內斯庫（1850年1月15日—1889年6月15日），羅馬尼亞浪漫主义男诗人，代表作：Luceafărul（晨星），Mai am un singur dor（我有一个未完成的心願），以及5 Scrisori（《圣经》使徒书）。愛明內斯庫是文学组织“青年社”的成员，专门负责搜集摩尔罗瓦地区的民间创作。

## 出身
“Mihail”是“Mihai”的较为古老的形式（罗马尼亚语迈克尔的拼法）。这两个名字都经常用於埃米内斯库的创作生涯，然而在当今的罗马尼亚，多称他为米哈伊·愛明內斯庫（Mihai Eminescu）。愛明內斯庫的父亲格奥尔基·埃米诺维奇（Gheorghe Eminovici）生於当时屬於奥地利布科维纳省的一个名叫克利內什蒂（Călineşti）的小村庄。格奥尔基·埃米诺维奇后来跨越边境进入了摩尔达维亚，在博托沙尼附近定居并与拉盧卡·尤拉什庫（Raluca Iurăscu），一位摩尔达维拉古老贵族家族的女继承人成婚。

## 生平

### 早年
愛明內斯庫出生於摩尔达维亚博托沙尼縣的伊波太斯蒂（Ipotești）。他的幼年时光是在博托沙尼和伊波太斯蒂的父母家裡度过的。从1858年到1866年，他在塞尔纳迪上学。他结束四年级学业时在82名学生中位列第五，此后，他去上了两年中学。
1866年，愛明內斯庫初次显示作家才能。当年一月，他的罗马尼亚语老师，阿龙·普努去世了，他的学生们为此出版了一本名为 Lăcrămioarele invăţăceilor gimnaziaşti（中学生的眼泪）的小册子，其中一首题为La mormântul lui Aron Pumnul（阿龙·普努之墓）的诗署名为M·埃米诺维奇。2月25日，他的诗De-aş avea在佩斯特发表於约瑟夫·武尔坎（Iosif Vulcan）的文学杂志家庭。从此以后他连续发表了一系列诗歌（偶尔也有德语译诗）。并且，约瑟夫·武尔坎由於不喜欢年轻诗人姓氏的斯拉夫字尾“-ici”，替他选了一个更为罗马尼亚化的笔名，米哈伊·愛明內斯庫。
1867年他参加了约尔古·卡拉贾莱（Iorgu Caragiale）剧团，在团裡担任办事员和提词员。1868年，他转到米哈伊·帕斯卡利（Mihai Pascaly）剧团。这两个剧团都是当时罗马尼亚顶尖的剧团。马太·米洛（Matei Millo）和范妮·塔尔迪尼—弗勒迪切斯庫（Fanny Tardini-Vlădicescu）都在米哈伊·帕斯卡利剧团。不久，他在布加勒斯特定居。11月末，他成为国家剧院的办事员兼抄写员。在这期间，他继续创作发表诗歌。他翻译了数百页一本恩里克·特奥多尔·罗彻（Enric Theodor Rotscher）的书，并用报酬偿付房租。但是这本书后来没有译完。与此同时，他开始写小说《荒废的天才》。
1869年4月1日，他成为文学社团“Orient”的合伙创始人，专著於收集仙怪故事、通俗诗以及一些有关罗马尼亚文学史的档案。6月29日，好几个“Orient”社团的成员被委派到别的省份，愛明內斯庫被委派到蒙多瓦省。那年夏天，颇为凑巧，他在西斯米吉烏花園遇见了他当军官的兄弟约尔古（lorgu），但他断然拒绝了约尔古使他与家庭恢复关系的努力。
也是在1869年夏天，他离开帕斯卡里的剧团，到赛茂提和拉斯旅行，此时他与家庭恢复了联系。他的父亲答应定期给他一笔的补贴，使他可以在秋天的时候到维也纳求学。他一如既往地创作发表诗歌。尤其在前瓦拉几亚统治者巴布·狄米特里·斯蒂尔贝伊大公去世时，他发行了一份名为“悼斯蒂尔贝伊大公”的传单。

### 青年时期
从1869年10月到1872年，他在维也纳大学学习。哲学与法律系的教职员工说他是一个出色的旁听生。他积极参加学生活动，和伊万·斯拉维奇（Ioan Slavici）交朋友，通过韦罗妮卡·米克莱（Veronica Micle）熟悉维也纳。他向青年会出版的《哲学对话》投稿。这个文化组织的负责人有彼得·卡普（Petre P. Carp）、瓦西里·波戈尔（Vasile Pogor）、特奥多尔·罗塞蒂（Theodor Rosetti）、雅各布·內格魯濟（Iacob Negruzzi）和蒂图·马约雷斯库（Titu Maiorescu）。无论从政治上还是文化上，他们都对米内斯库以后的人生产生了影响。
1870年，他用笔名“瓦隆”在佩斯的联邦报上撰写了三篇文章，都是關於罗马尼亚人和其他少数民族在奥匈帝国的处境的。
后来他成为了佩斯另一家报纸“蜜蜂”的记者。从1872年到1874年，他在柏林继续学业。
从1874年到1877年，他做过拉斯中央图书馆的馆长，代课老师，拉斯和瓦斯洛郡的学校督察以及拉斯信使报的编辑。他继续在《文学对话》上发表文章。并成为了扬·克雷安格（Ion Creangă）的好朋友，由於相信扬·克雷安格能够成为一名作家，愛明內斯庫介绍他加入青年社文学俱乐部。
1877年他搬到了布加勒斯特，在那裡，他做编辑直到1883年，并在1880年成为了时报的主编。 在此期间，他撰写了《作家》和《晨星》的大部分诗稿。但是这段时间裡的过度操劳严重损害了他的健康。
1883年6月，诗人病倒了，卧病於苏图医生的医院。1883年12月，他的《诗集》面世，其中包含了诗歌精选并由蒂图·马约雷斯库作序。

### 疾病缠身的晚年
他的晚年饱受狂躁抑郁精神病的折磨。1883年他在罗马尼亚被诊断患上了梅毒，乔治·克利內斯库（George Călinescu）著写的他的传记裡记述着他20岁就患上这病；然而也是1883年，另外一个在维也纳做的诊断指出他患有严重的抑郁症，却并没有提到梅毒。1884年当他返回罗马尼亚时，看起来身体颇为健康。1886年开始，他接受少量水银注射，这是当时治疗梅毒的常见方法。
愛明內斯庫於1889年6月15日病逝。尸体解剖颇为粗略，所以他真正的死亡原因也就无法确认。他被葬於布加勒斯特的贝卢（Bellu）公墓。

## 作品
罗马尼亚历史学家尼古拉·約尔加（Nicolae Iorga）认为，愛明內斯庫是现代罗马尼亚语之父，他是当之无愧的最伟大的和最具有代表的罗马尼亚诗人。
他的诗取材广泛，从自然到爱情到历史到社会评论无所不包。他早期无忧无虑的生活唤起了晚期作品中深深的乡愁。
愛明內斯庫的作品已被翻译成60多种文字。
最重要的诗歌:
- Doina（罗马尼亚民歌名）
- Lacul（湖）
- Luceafărul（晨星）
- Floare albastră（蓝色花）
- Dorinţa（愿望）
- Sara pe deal（山岗上的夜）
- O, rămii（Oh, Linger On）
- Epigonii（追随者）
- Scrisori（Letters）
- Si dacă（无论何时）,
- Odă（în metru antic）（颂歌 （in Ancient Meter））
- Mai am un singur dor（我还有个愿望）

散文:
- Făt-Frumos din lacrimi（白马王子，Prince Charming, The Tear-Begotten）
- Geniu pustiu（被荒废的天才）
- Sărmanul Dionis（可怜的Dionis）
- Cezara（恺撒）

## 註譯
1. ↑  根據《世界人名翻譯大辭典》p.864「Eminescu, Mihai」條，「Eminescu」一般譯「埃米內斯庫」，只有此人物譯作「愛明內斯庫」。